# Гран, Егор
Егор Гран (настоящие имя и фамилия — Егор Андреевич Синявский; фр. Iegor Gran; род. 23 декабря 1964, Москва, СССР) — французский инженер и писатель.

## Биография
Сын русского писателя, советского диссидента А. Д. Синявского (Абрама Терца) и М. В. Розановой.
Прибыл во Францию с родителями в возрасте десяти лет, где и вырос в пригороде Парижа. Получил специальность инженера в Парижской центральной школе. Одновременно с работой по специальности, занялся литературным творчеством. В качестве псевдонима взял фамилию жены — художницы Екатерины Гран.
С 2011 года работает приглашённым писателем в редакции «Шарли Эбдо». Опубликовал все свои сочинения в издательстве P.O.L..

## Творчество
С 1998 опубликовал несколько романов. Использовал в своих произведениях элементы гротеска и фантастики (роман «Specimen male» (2001) о том, как в мире исчезли все женщины).

## Избранные произведения
- Ipso facto, Paris, 1998
- Acné festival, Paris, 1999
- Spécimen mâle, Paris, 2001
- ONG !, Paris, 2003
- Le Truoc-Nog, Paris, 2003
- Jeanne d’Arc fait tic-tac, Paris, 2005
- Les Trois Vies de Lucie, Paris, 2006
- Thriller, Paris, 2009
- L'Écologie en bas de chez moi[фр.], Paris, 2011 (ISBN 978-2-07-044797-8)
- L’Ambition, Paris, 2013
- Vilaines Pensées, Paris, 2014
- La Revanche de Kevin, Paris, 2015
- Le Retour de Russie, Paris, 2016

Лауреат нескольких литературных премий, в том числе, Гран-при общественных организаций за чёрный юмор (Grand prix de l’Humour noir, 2003).